# Megachile cyanipennis
Megachile cyanipennis är en biart som beskrevs av Guérin-Méneville 1845. Megachile cyanipennis ingår i släktet tapetserarbin, och familjen buksamlarbin. Inga underarter finns listade i Catalogue of Life.